# Város a város alatt
A „Város a város alatt” Eger egyik kiállítóhelye az Eger alatti pincerendszer egy részében. Bejárata a Városfal u. 1. szám alatt, az egykori Gyertyás Borok Házából (ma időalagút) nyílik. 

## Története
1687-ben a törökök elhagyták Eger városát. A visszatérő püspök – Fenessy György – viszont már nem akarta újjá építtetni a régi gótikus palotát a várban, hanem vásárolt két építési telket a városban és egy vadonatúj palotát kezdett építtetni. Az építőanyagot, ami a riolit tufa volt, a palota mögötti illetve alatti domboldalból termelték ki. Így mire felépült a palota, egy hatalmas pincével is rendelkeztek. A 4 kilométer hosszú pincerendszer a Hatvani-kaputól a Rác-kapuig nyúlt el a város alatt.
Szükség is volt a pincére, hiszen ebben tárolták a Gyöngyöstől Munkácsig terjedő borvidékek borainak dézsmáját (tizedét, decimáját). Ez az egri püspökségnek évente 10-13 millió liter bort jelentett bevételként. Ennek a mennyiségnek egy részét tárolták ebben a pincében.
Az 1947-es államosítás után a pincét nem használták, a víz elvezetéséről nem gondoskodtak, ezért falai többhelyütt megrogytak, a pince életveszélyes lett. A 80-as évek elején vasbeton szerkezetekkel megerősítették, a különösen veszélyes szakaszokat betömedékelték.
2007-ben egy nyilvános szavazás a pincerendszert Magyarország hét legérdekesebb építészeti emléke közé sorolta.

## Látnivalók
A pincerendszer egész évben látogatható. A kb. 45 perces séta első felében, a pince múltját és jelenét, a pinceépítés, szőlőtermelés, borkészítés mutatják be. Második  korabeli szakmákkal, foglalkozásokkal ismertetik meg a látogatókat.
A pincerendszer bejárata a Városfal u.1. szám alatt  van. A pince hőmérséklete állandóan 12 °C, ezért meleg ruha, pulóver ajánlott. Tárlatvezetés óránként, a látogatás időtartama 45–50 perc.